# Myuchelys georgesi
Myuchelys georgesi is een schildpad uit de familie slangenhalsschildpadden (Chelidae).

## Naam en indeling
De wetenschappelijke naam van de soort werd voor het eerst voorgesteld door John Robert Cann in 1997, zodat nog niet alle literatuur de soort vermeld. De soort werd lange tijd tot het geslacht Elseya gerekend, waardoor de verouderde wetenschappelijke naam in de literatuur wordt gebruikt.
De soortaanduiding georgesi is een eerbetoon aan de bekende Australische schildpaddenexpert Arthur Georges.

## Uiterlijke kenmerken
De schildpad kan een schildlengte bereiken tot ongeveer 22 centimeter. Het rugschild draagt een opstaande kiel bij de juveniele dieren die echter verdwijnt naarmate de dieren volwassen worden. Aan weerszijden van het midden van het schild is bij volwassen exemplaren vaak een ondiepe gleuf aanwezig. Het buikschild heeft een gele kleur, soms met zwarte vlekken. Juveniele dieren hebben een bijna cirkelrond schild met een grijsbruine kleur, de marginaalschilden aan de achterzijde hebben een stekelachtig uiteinde.
Myuchelys georgesi is van verwante soorten uit het geslacht te onderscheiden doordat de streep aan de zijkant van de kop vager en korter is, bovendien ontbreekt een V-vormige vlek aan de keel.

## Levenswijze
De voedselgewoonten variëren per seizoen, op het menu staan voornamelijk kleine waterdieren maar ook planten worden wel gegeten. Net als andere soorten uit het geslacht Myuchelys is Myuchelys georgesi in staat om met het weefsel in de cloaca zuurstof op te nemen uit het water.
De vrouwtjes zetten van oktober tot december en zetten dan ongeveer twaalf eieren af.

## Verspreiding en habitat
Myuchelys georgesi is endemisch in Australië, en alleen in het zuidoosten van het land. De schildpad komt voor in de staat New South Wales in het stroomgebied van de Bellinger Rivier. De habitat bestaat uit vrij diepe wateren met een stenige ondergrond.

## Beschermingsstatus
Door de internationale natuurbeschermingsorganisatie IUCN is de beschermingsstatus 'onzeker' toegewezen (Data Deficient of DD). Het natuurlijke leefgebied is relatief klein en ligt in een omgeving waar aan extensieve veehouderij wordt gedaan. Door de autoriteiten van de Australische staat New South Wales wordt de schildpad gezien als 'ernstig bedreigd' (Critically Endangered of CR).